# Loone
Loone – wieś w Estonii, prowincji Rapla, w gminie Kohila.